# Eastern Shore
Circonscription électorale provinciale du Canada
Eastern Shore est une circonscription électorale provinciale de la province canadienne de la Nouvelle-Écosse, afin d'élire un seul député à la Chambre d'Assemblée. 

## Liste des députés
|  | Keith Colwell | Libéral                   | 1993 - 1998 |
|  | Keith Colwell | Libéral                   | 1998 - 1999 |
|  | Bill Dooks    | Progressiste-conservateur | 1999 - 2003 |
|  | Bill Dooks    | Progressiste-conservateur | 2003 - 2006 |
|  | Bill Dooks    | Progressiste-conservateur | 2006 - 2009 |
|  | Sid Prest     | NPD                       | 2009 - 2013 |
|  | Kevin Murphy  | Libéral                   | 2013-2021   |